# ایوان بک
ایوان "ایویکا" بک (انگلیسی: Ivan "Ivica" Bek؛ ۲۹ اکتبر ۱۹۰۹ – ۲ ژوئن ۱۹۶۳) یک بازیکن فوتبال اهل یوگسلاوی و سپس فرانسه بود.
وی همچنین در تیم‌های ملی فوتبال یوگسلاوی و فرانسه بازی کرده‌است.